# Wiedner Gymnasium
Das Wiedner Gymnasium ist ein Bundesgymnasium und Bundesrealgymnasium und mit der Sir Karl Popper Schule als Bundesoberstufenrealgymnasium unter einer gemeinsamen Direktion und Lehrerschaft im 4. Wiener Gemeindebezirk Wieden mit Adresse Wiedner Gürtel 68.

## Gebäude
Das Schulgebäude wurde 1909/10 nach den Plänen der Architekten Emil Hoppe und Paul Hoppe für den Wiener Frauen-Erwerb-Verein (gegründet 1866) errichtet und am 1. Oktober 1910 im Beisein von Unterrichtsminister Karl Graf Stürgkh (1859–1916) sowie dem Minister für öffentliche Arbeiten August Ritt (1852–1934) eröffnet; es steht im Eigentum des Bundes und wird von der BIG verwaltet. In jüngerer Zeit befand sich in dem Gebäude die Bundeslehranstalt für wirtschaftliche Frauenberufe (ugs. auch „Knödelakademie“ genannt), nach Öffnung für den Schulbesuch von Knaben umbenannt in Bundeslehranstalt für wirtschaftliche Berufe. Aktuell befinden sich in dem Gebäude das BG und BRG Wiedner Gürtel und die assoziierte Sir-Karl-Popper-Schule.

## Sir Karl Popper Schule
Neben dem Regelschulbetrieb des Wiedner Gymnasiums wird ein Schulversuch zur Förderung Hochbegabter durchgeführt. Das Bildungsangebot der nach dem britisch-österreichischen Philosophen Sir Karl Popper benannten Schule weist einige Besonderheiten auf, welche die kreative und fachliche Entwicklung der Schüler besonders fördern sollen. Eine der wichtigsten ist das Modulsystem, das den Schülern ermöglicht, unter Beachtung gewisser Leitlinien selbst auszuwählen, welche Fächer sie besuchen. Die Sir-Karl-Popper-Schule wurde 1998 von Andreas Salcher, Walter Strobl und Bernhard Görg gegründet. Mitinitiator war Kurt Scholz.